# Élixir de longue vie

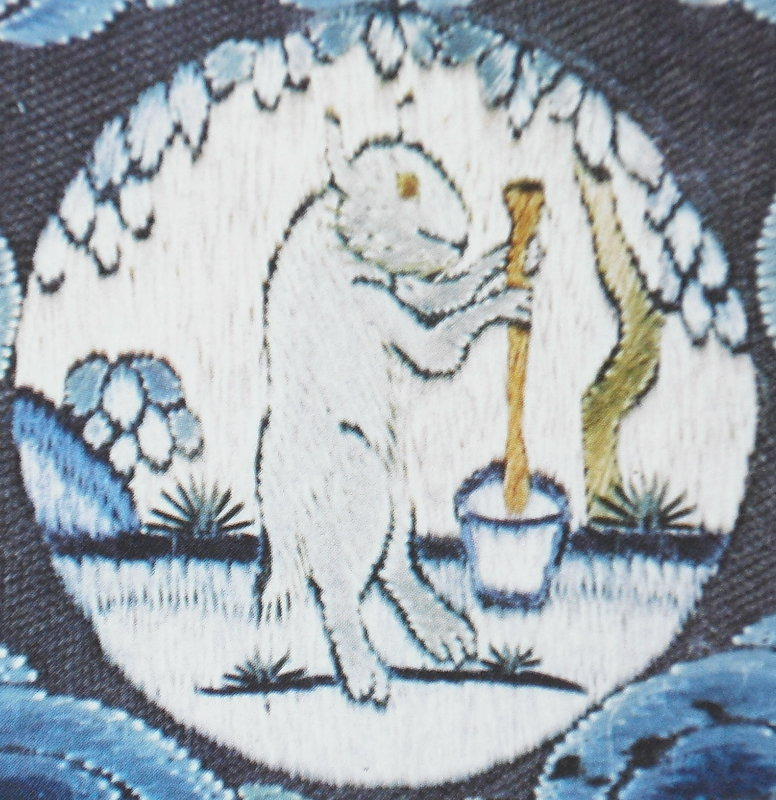
Le lapin lunaire concoctant l'élixir de longue vie sur la lune (mythologie orientale)

L'élixir de longue vie (Elixir Vitae) est une potion ou une boisson légendaire qui aurait la vertu de prolonger indéfiniment la vie ou de conserver indéfiniment sa jeunesse. La recherche d'un tel élixir est un des buts de l'alchimie.
Plusieurs mythologies présentent une telle potion. On retiendra par exemple les mythes de Hénoch, Idunn, Thot et Hermès Trismégiste, qui en auraient consommé, et la légende de la princesse Bari. Il apparaît dans un des textes de Nag Hammadi.

## Histoire
Aucun élixir de jouvence n'a jamais été découvert, bien que des alchimistes de la Chine antique, de l'Inde ancienne et du monde occidental y aient consacré de nombreux efforts.

### Chine
Plusieurs souverains de l'antiquité chinoise ont tenté d'obtenir une « panacée » de jeunesse, qui peut se présenter sous forme d’élixir ou de pilule. Pendant la dynastie Qin, Qin Shi Huang envoya l'alchimiste Xu Fu avec cinq cents jeunes hommes et autant de jeunes filles vers les mers orientales à la recherche de l'élixir, mais l'envoyé ne revint jamais (une légende raconte qu'il découvrit le Japon). Les Chinois de cette époque croyaient qu'ingérer des matériaux précieux connus pour ne pas s'abîmer, comme le jade, le cinabre ou l'hématite pouvaient conférer la longévité. L'or était considéré comme particulièrement puissant. Dès la fin du IIIe siècle avant notre ère, l'idée d'« or potable » (jinyi 金液) apparaît en Chine, mais l’or est peu utilisé, sinon comme terme métaphorique de la panacée parfaite.
Un livre d'alchimie chinoise célèbre, le Dān jīng yàojué (丹經要訣 Grands Secrets de l'alchimie ~650) attribué à Sun Simiao, discute en détail la fabrication d'élixirs et pilules d'immortalité (le mercure, le soufre et les sels de mercure et d'arsenic jouent un rôle particulièrement important) ainsi que ceux qui servent au traitement de certaines maladies et à la fabrication de pierres précieuses. Plusieurs des substances qui entraient dans la composition de tels élixirs sont en réalité très toxiques. L'empereur Jiajing de la dynastie Ming mourut de l'ingestion d'une dose mortelle de mercure contenue dans un élixir préparé par ses alchimistes. L'historien britannique Joseph Needham a compilé une liste des empereurs chinois morts d'empoisonnement après l'ingestion d'élixirs. Mais l’alchimie interne, dans laquelle le corps humain remplace le creuset et ses composantes (souffle, essence, esprit, etc.) les matières premières, avait remplacé en grande partie l’alchimie traditionnelle (dite « externe ») dès le Xe siècle.
En Corée, la légende de la princesse Bari raconte la difficulté pour atteindre et recueillir cet élixir de vie.

### Inde
Les Véda contiennent des conseils similaires à ceux que l'on peut trouver dans l'ancienne Chine, en particulier la relation entre l'or et une longue vie. Le mercure, qui tient un rôle dans l'alchimie de plusieurs traditions, est mentionné pour la première fois entre le traité Arthashâstra, écrit entre les IVe et  IIIe siècles avant notre ère, à peu près au même moment où il était mentionné en Chine et à l'Ouest. L'idée de la transmutation des métaux apparaît dans des textes entre les IIe et  Ve siècles dans des textes bouddhiques, à peu près en même temps qu'à l'Ouest.
Après l'invasion de l'Inde par Alexandre le Grand en -325, un État grec (Gandhara) survécut longtemps, il est possible que le monde grec ou le monde indien ait obtenu cette idée de l'autre.
Il est également possible que l'alchimie et la médecine orientée vers l'acquisition de l'immortalité soient arrivées en Inde par la Chine, ou l'inverse. Quoi qu'il en soit, la fabrication des métaux précieux semble avoir été une considération mineure, l'accent étant mis sur la médecine, dans les deux cultures. Mais l'élixir d'immortalité était d'importance relativement mineure en Inde (qui disposait d'autres voies pour l'immortalité). Les élixirs indiens étaient plus souvent des remèdes pour certaines maladies ou, au mieux, pour favoriser une longue vie.

### Europe
Plus récemment[Quand ?], on a prétendu que l'alchimiste Nicolas Flamel avait découvert l'élixir de jeunesse et l'avait utilisé sur lui-même et son épouse Pernelle[réf. nécessaire]. 
En 1605, François-Annibal d'Estrées remet aux moines de la Chartreuse de Vauvert, à Paris, un manuscrit révélant la formule d'un « élixir de longue vie » dont nul ne connaît l'origine : c'est l'origine de la liqueur appelée chartreuse.
Le comte de Saint-Germain, aventurier français du XVIIIe siècle, sur lequel couraient de nombreuses rumeurs, avait selon la légende découvert l'élixir de jeunesse et se disait âgé de plusieurs milliers d'années.
Dans les années 1930, le médecin ukrainien Alexandre Bogomoletz (1881-1946) invente son « sérum antiréticulaire cytotoxique », encore appelé « sérum de Bogomoletz », censé favoriser la longévité humaine,,.